# 히사마쓰 도시카쓰
히사마쓰 도시카쓰(일본어: 久松俊勝)는 센고쿠 시대의 무장으로서 오와리 지타군 소재의 사카베 성주(坂部城主)이다. 초명은 사다토시(定俊) 또는 나가이에(長家).
부인은 도쿠가와 이에야스의 생모·덴즈우인(伝通院)으로서 도시카쓰와 재혼하였다.
자식은 노부토시(信俊), 마쓰다이라 야스모토(松平康元), 마쓰다이라 야스토시(松平康俊), 다케히메(多劫姫), 마쓰다이라 사다카쓰(松平定勝) 등이 있다.